# Anacostia (quartier)
Pour les articles homonymes, voir Anacostia.
Anacostia est un quartier historique de Washington.
Son centre est situé à l'intersection de Good Hope Road et de la Martin Luther King Jr. Avenue (en).
Il est situé à l'est de la rivière Anacostia, qui a donné son nom au quartier.